# Geef het op
Chansons représentant la Belgique au Concours Eurovision de la chanson
Macédomienne
(1990) Nous on veut des violons
(1992)
Geef het op (« Laisse tomber ») est une chanson écrite, composée et interprétée par le groupe flamand Clouseau, sortie en single en 1991. C'est la chanson représentant la Belgique au Concours Eurovision de la chanson 1991.
Elle a également été enregistré en anglais par le groupe Clouseau sous le titre Give It Up.

## À l'Eurovision

### Sélection
La chanson Geef het op interprétée par Clouseau est sélectionnée le 9 mars 1991 par le radiodiffuseur flamand Belgische Radio- en Televisieomroep (BRT), lors de la finale nationale Euro-Clouseau, pour représenter la Belgique au Concours Eurovision de la chanson 1991 le 4 mai à Rome, en Italie.

### À Rome
Elle est intégralement interprétée en néerlandais, l'une des langues nationales de la Belgique, comme l'impose la règle de 1977 à 1998. L'orchestre est dirigé par Roland Verloven.
Geef het op est la dix-huitième chanson interprétée lors de la soirée, suivant Dieser Traum darf niemals sterben d'Atlantis 2000 pour l'Allemagne  et précédant Bailar pegados de Sergio Dalma pour l'Espagne.
À la fin du vote, Geef het op obtient 23 points et termine 16e sur 22 chansons,.

## Liste des titres
| A. | Geef het op                         | Clouseau (Kris Wauters, Koen Wauters, Bob Savenberg, Jan Leyers) | 2:46 |
| B. | Geef het op (version instrumentale) | Clouseau (Kris Wauters, Koen Wauters, Bob Savenberg, Jan Leyers) | 2:46 |

## Classements

### Classements hebdomadaires
| Classement (1991)                      | Meilleure position |
| -------------------------------------- | ------------------ |
| Belgique (Flandre Ultratop 50 Singles) | 4                  |
| Belgique (Flandre Vlaamse top 10)      | 1                  |
| Pays-Bas (Nederlandse Top 40)          | 17                 |
| Pays-Bas (Single Top 100)              | 13                 |

## Historique de sortie
| Pays ou région | Titre       | Date | Format    | Label |
| -------------- | ----------- | ---- | --------- | ----- |
| Benelux,       | Geef het op | 1991 | 45 tours  | EMI   |
| Benelux,       | Geef het op | 1991 | CD single | EMI   |
| Belgique       | Give It Up  | 1991 | 45 tours  | EMI   |